# Ак-Суйский район
Ак-Суйский район (кирг. Ак-Суу району) — административная единица, расположенная на востоке Иссык-Кульской области Кыргызстана. Административный центр — село Ак-Суу
Район образован 13 апреля 1973 года в составе Ак-Булунского, Керегеташского, Михайловского, Константиновского, Октябрьского, Отрадненского, Соколовского, Тасма-Каранарского, Теплоключенского, Энильчекского сельских советов, входивших в Тюпский район. 26 мая 1976 Михайловский сельсовет передан в состав Тюпского района; Чельпекский сельсовет из Джети-Огузского района передан в состав Ак-Суйского района.
Административный центр — село Ак-Суу (близ города Каракол).

## Население
По данным переписи населения Кыргызстана 2009 года киргизы составляют 56369 человек из 63686 жителей района (или 88,5 %), русские — 2884 человека или 4,5 %, калмыки — 2805 человек или 4,4 %, казахи — 916 человек или 1,5 %, уйгуры — 201 человек или 0,3 %, татары — 146 человек или 0,2 %, украинцы — 125 человек или 0,2 %, узбеки — 110 человек или 0,2 %.

## Населённые пункты
В состав Ак-Суйского района входят 14 аильных (сельских) округов, 48 аилов (сёл):
- Ак-Булунский аильный округ: с. Ак-Булун (центр), Ак-Булак, Токтогул, Тюрген
- Ак-Чийский аильный округ: с. Ак-Чий (центр), Качыбек, Кек-Джайык, Кызыл-Джар, Советское
- Берю-Башский аильный округ: с. Берю-Баш (центр), Черик
- Кара-Джалский аильный округ: с. Тегизчил (центр), Джаны-Арык, Кара-Джал, Боз-Булун
- Караколский аильный округ: с Каракол (центр), Чолпон
- Кереге-Ташский аильный округ: с. Сары-Камыш (центр), Кайырма-Арык, Кереге-Таш, Новоконстантиновка (Жергез), Пионер (Кара-Кыз)
- Боз-Учукский аильный округ: с. Нововознесеновка (центр), Боз-Учук, Ичке-Джергез
- Октябрьский аильный округ: с. Октябрьское (Маман, центр), Джол-Колот, Отуз-Уул, Уч-Кайнар
- Отрадненский аильный округ: с. Отрадное (центр), Орлиное, Шапак
- Тепкенский аильный округ: с. Тепке (центр), Джылдыз, Курбу
- Теплоключенский аильный округ: с. Теплоключенка (Ак-Суу, центр), Лесное
- Челпекский аильный округ: с. Челпек (центр), Бурма-Суу, Таш-Кыя
- Энильчекский аильный округ: с. Энильчек (центр), Кен-Суу, Койлуу, Кургак, Май-Саз, Таш-Короо, Эчкили-Таш
- Жыргаланский аильный округ: с. Жыргалан